# DOOR (キリトの曲)
「DOOR」（ドアー）は、キリトのソロデビューシングル。2005年7月6日発売。発売元はavex。

## 解説
- PIERROTで活動していたキリトが、バンドの活動休止に伴いをソロ活動を始めてからの初となるリリース。
- カップリングにはPIERROT初期のナンバー「再生の朝」が収録されている。ベースはミック・カーン。
- 初回限定盤はDVD付き。

## CD収録曲
1. DOOR
（作詞・作曲:キリト）
日本テレビ系『(秘)ひらめ筋』エンディングテーマ。
  - 歌詞が「再生の朝」とリンクしており、「朝を迎える前の夜」について歌われている[1]。
2. 再生の朝 (Single Version)
（作詞・作曲:キリト）
  - 元々はPIERROTの楽曲であり、この曲をA面にしてソロデビューするはずだった。しかし「DOOR」が出来たことで「再生の朝」はB面に回された[1]。

## DVD収録曲（初回限定盤のみ）
1. DOOR (PV)
（作詞・作曲:キリト）